# 구 대구사범학교 본관과 강당
구 대구사범학교 본관과 강당(舊 大邱師範學校 本館과 講堂)은 일제강점기 교원 양성을 위해 1923년에 설립된 경북도립사범학교의 본관 및 강당이다. 대구광역시 중구, 경북대학교 사범대학 부설중학교 내에 있다. 2002년 2월 28일 대한민국의 국가등록문화재 제5호로 지정되었다.

## 역사
경북도립사범학교는 1923년 4월에 일제강점기 황민화 교육을 위한 교사양성기관으로 개교하였고, 1929년 4월에 관립대구사범학교로 개칭되었다. 개교 당시의 설립 배경과는 달리 항일학생운동이 활발하게 전개되었다. 해방 이후 1946년에 대구사범학교 본과는 국립대구사범대학교으로 승격되었고, 심상과는 대구사범학교 부속중학교로 개편되었다. 1948년에는 학제 변경에 의하여 중학교와 고등학교가 분리되었고, 1952년에 경북대학교의 개교에 따라 교명이 경북대학교 사범대학 부속중학교로 개칭되었다. 2001년에는 경북대학교 사범대학 부설중학교로 교명을 변경하였다.

## 특징
1923년에 준공된 본관은 북향으로 배치된 일자형의 붉은 벽돌조 2층 건물이다. 1972년에 화재로 건물 서측면 교실이 전소되고 외벽만 남았으나, 학교를 졸업한 당시 대통령 박정희의 지시에 따라 복구되었다. 그러나 1990년대에 다시 화재가 발생하였으며, 2000년에 본래 일본식 평기와로 마감된 지붕과 목재 오르내리창을 교체하였다. 좌우 대칭의 건물로 정면 중앙에 포치를 두고 그 위에는 페디먼트로 장식한 지붕을 얹었으며, 정면 좌우측의 2층 지붕에는 각각 1개의 페디먼트를 배치하였다. 화재로 인한 보수와 수리로 원형이 일부 상실된 상태이며 우측면이 증축되어 비대칭의 건물이 되었다.
강당은 본관의 서측면에 인접하여 건축된 단층의 붉은 벽돌조 건물로서 1925년에 건립되었다. 1999년에 내부 수리를 했으며, 2000년에 일본식 기와와 마루바닥을 교체하였다.

## 같이 보기
- 대구사범학교 (1923년)
- 경북대학교 사범대학 부설중학교

## 참고 자료
- 구 대구사범학교 본관과 강당 - 국가유산청 국가유산포털